# Phialucium mbenga
Phialucium mbenga är en nässeldjursart som först beskrevs av Agassiz och Mayer 1899.  Phialucium mbenga ingår i släktet Phialucium och familjen Phialuciidae. Inga underarter finns listade i Catalogue of Life.